# Oribotritia virgulata
Oribotritia virgulata är en kvalsterart som beskrevs av Wojciech Niedbała 200. Oribotritia virgulata ingår i släktet Oribotritia och familjen Oribotritiidae. Inga underarter finns listade i Catalogue of Life.